# Лехуза
Лехуза (Phodilus) — рід совоподібних птахів родини сипухових (Tytonidae). Містить 3 види.

## Поширення
Лехузи поширені в Центральній Африці, Південній та Південно-Східній Азії.

## Загальна характеристика
Це порівняно невеликі сови з лицьовим диском серцеподібної форми. Краї маски оточені дуже жорстким пір'ям. Крила округлі. Лапки дуже короткі. Очі великі, чорно-коричневі. Ведуть нічний спосіб життя. Полюють на дрібних ссавців, птахів та великих комах.

## Систематика
- Лехуза заїрська (Phodilus prigoginei)
- Лехуза вухата (Phodilus badius)
- Лехуза цейлонська (Phodilus assimilis)